# Trụ nước cứu hỏa

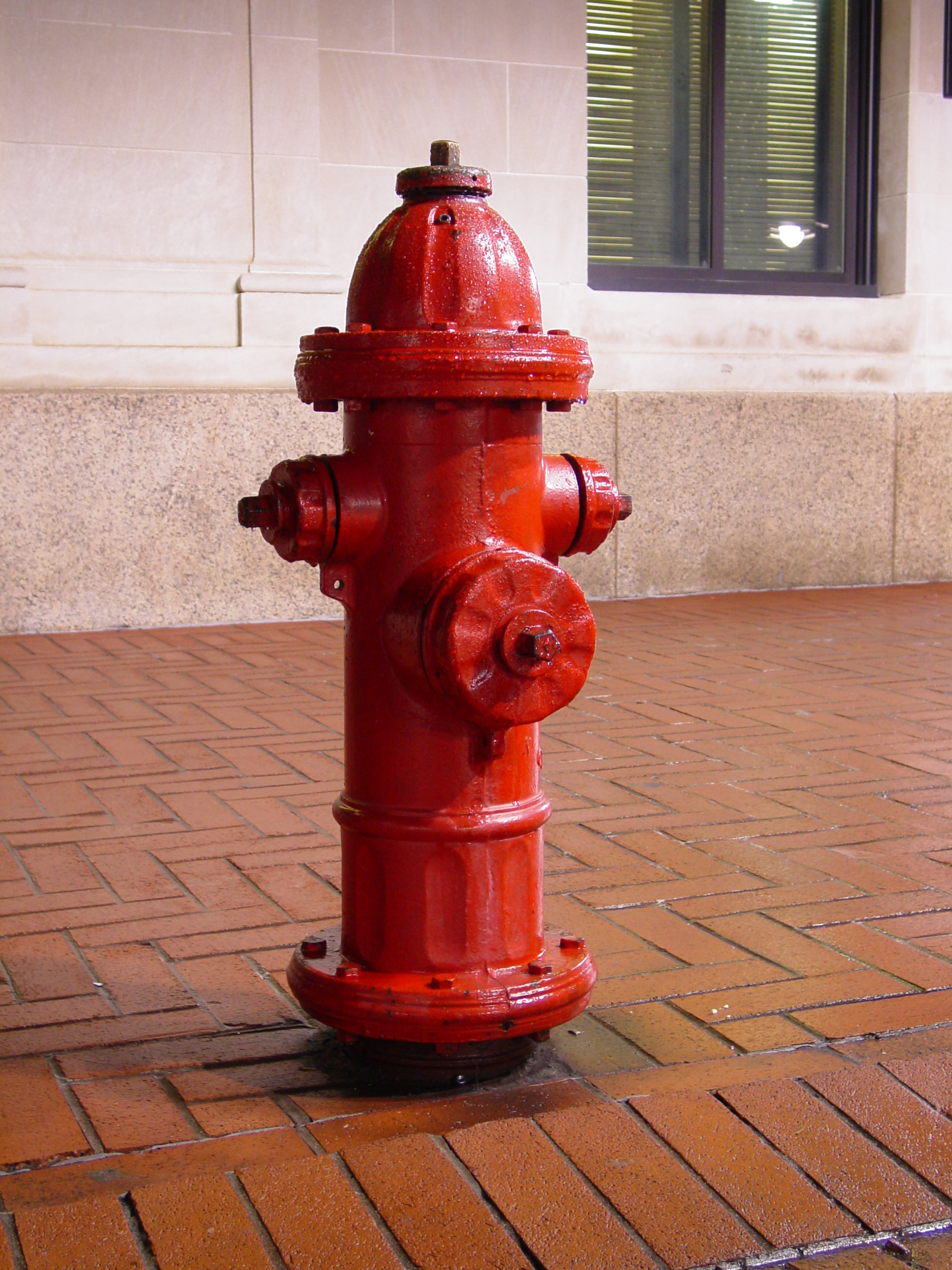
Trụ nước cứu hỏa tại Charlottesville, Virginia, Mỹ.

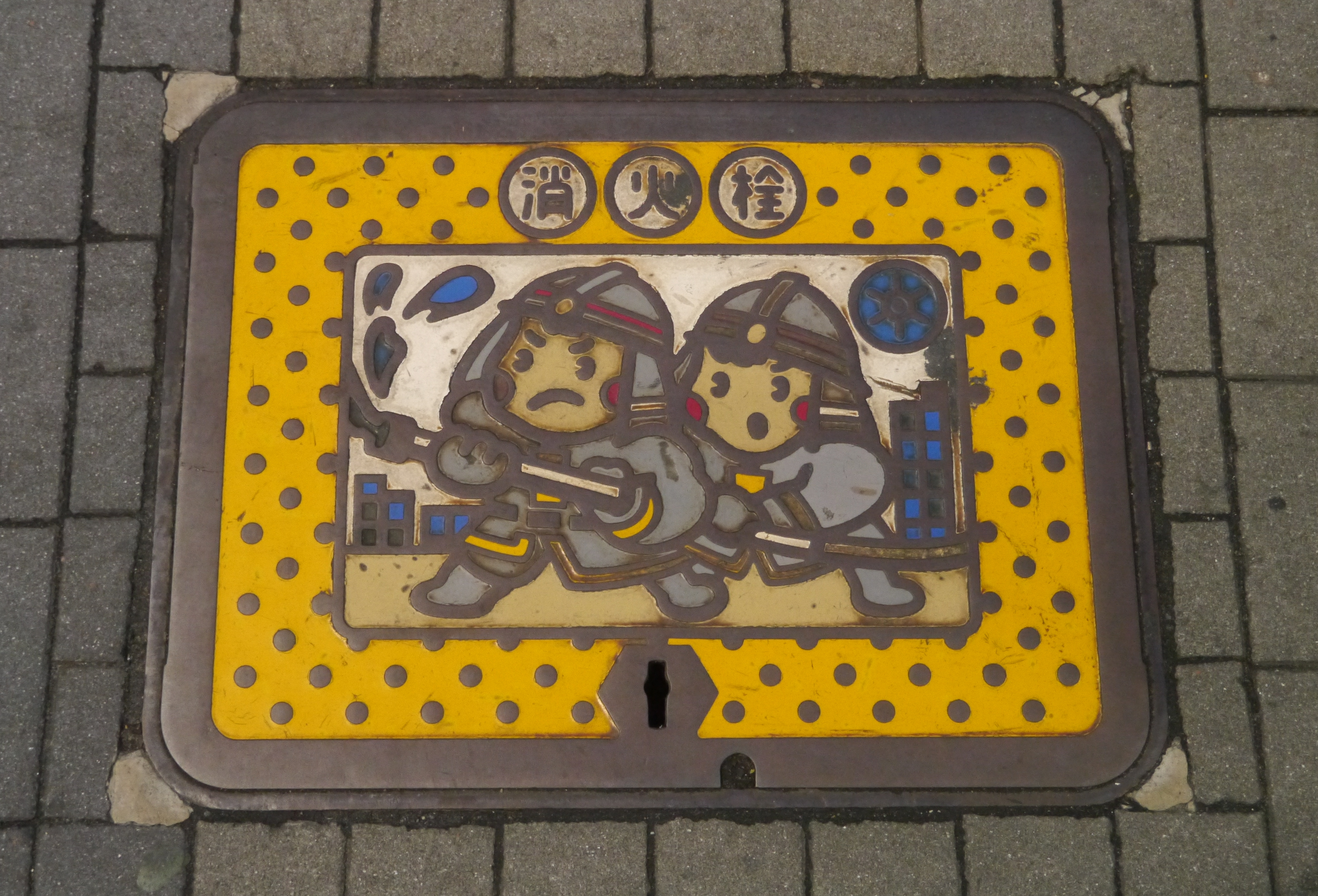
Tấm che trụ nước cứu hỏa tại Tokyo, Shinbashi

Trụ nước cứu hỏa, hay trụ nước chữa cháy, là một thiết bị được lắp vào những hệ thống đường ống cấp nước để lính cứu hỏa có thể nối ống chữa cháy với nguồn nước, kịp lấy nước dập lửa.

## Lịch sử
Trước khi có hệ thống ống nước chữa cháy như bây giờ, lính cứu hỏa phải dùng xô chậu để đựng nước hoặc mang theo xe chở máy bơm nước được kéo bằng ngựa. Từ thế kỷ 16,  hệ thống cấp nước bằng gỗ được lắp đặt, lính cứu hỏa sẽ đào xuống các đường ống và khoan một lỗ vào ống để lấy nước. Sau này, các ống gỗ dần được thay thế bằng các ống gang, nhiều quốc gia đã cho gắn những trụ lấy nước bắng gang được cố định trên mặt đất. Những vòi lấy nước chữa cháy lần đầu tiên được cấp bằng sáng chế vào năm 1801 bởi Frederick Graff.